# Asilus crabroniformis
Espèce
Asilus crabroniformis, l'asile frelon ou asilide frelon, est une espèce d'insectes diptères brachycères prédateurs appartenant à la famille des asilidés (ou mouches à toison).

## Description
Long d'environ 25 mm, parmi les plus grands asilidés d'Europe, ce diptère a les derniers segments de l'abdomen jaunâtres.

## Distribution
Europe et Afrique du Nord.

## Biologie
L'adulte vit dans les campagnes, vole rapidement. Les larves vivent dans les excréments (bouses de vaches).